# Syber Sportscars
Syber Sportscars, zuvor Gregori Sportscars, war ein britischer Hersteller von Automobilen.

## Unternehmensgeschichte
Roger und Phil Gregory gründeten 1998 das Unternehmen Gregori Sportscars in Kidderminster in der Grafschaft Worcestershire. Sie begannen mit der Produktion von Automobilen und Kits. Der Markenname lautete Gregori. Phil Gregory verließ das Unternehmen, um Pembleton Motor Company zu gründen. Mike Dowling ersetzte ihn. 2000 erfolgte die Umfirmierung in Syber Sportscars. 2002 endete die Produktion. Insgesamt entstanden etwa zwölf Exemplare.

## Fahrzeuge
Das einzige Modell war der GPR. Die Basis bildete ein Monocoque mit Hilfsrahmen. Viele Teile kamen von Ford. Der Vierzylindermotor vom frontgetriebenen Ford Escort der dritten Generation war hinter den Sitzen in Mittelmotorbauweise montiert und trieb die Hinterräder an. Andere Ford-Motoren bis zum V6-Motor mit 2500 cm³ Hubraum waren ebenfalls möglich. Vom Coupé entstanden etwa acht Fahrzeuge. Der 2001 präsentierte Roadster fand vier Käufer.